# 天乃咲哉
天乃 咲哉（あまの さくや、女性、旧名：天乃 咲耶、読み同じ、9月9日 - ）は日本の漫画家。愛知県出身、京都府在住。
代表作は『GOSICK -ゴシック-』（原作・桜庭一樹、キャラクター原案・武田日向、富士見書房『月刊ドラゴンエイジ』連載）ならびに『このはな綺譚（此花亭奇譚）』（幻冬舎コミックス『月刊コミックバーズ→月刊バーズ』連載）。なお、アニメ『このはな綺譚』第6話及び第12話（最終話）にて、文豪さん役としてカメオ出演している。

## 作品
- Calling（月刊ステンシル 2002年4月号掲載・単行本未収録）
- 現神姫 全9巻（月刊ステンシル掲載の外伝の一部・月刊Gファンタジー2004年8月号掲載の『日常茶番事2』は単行本に未収録）
- とつき、とおか（『現神姫』4巻に収録）
- 月見てハネる（ガンガンYG（現ヤングガンガン）3号掲載・単行本未収録）
- 御伽楼館 〜Märchenturmgebäude〜 全2巻（コミックエール! 2007年5月号 - 2009年5月号）
- GOSICK -ゴシック-（原作：桜庭一樹）全8巻（月刊ドラゴンエイジ 2008年1月号 - 2012年5月号）
- 此花亭奇譚 全2巻（コミック百合姫S 2009年 vol.9 - vol.14（休刊による。コミック百合姫で連載再開予定だったが、事実上の打ち切り））
- このはな綺譚（月刊コミックバーズ（現・月刊バーズ） 2015年2月号 - （『此花亭奇譚』の新編として、設定・人物をそのままで連載[1]））
- 悲劇のキリシタン夫人（細川ガラシャ）（週刊新マンガ日本史  23号 2011年/週刊マンガ日本史 改訂版 42号 2015年）
- Doubt! 全4巻（月刊コミック電撃大王 2012年10月号 - 2014年3月号）
- ff ―フェアリー・ファイル― （著者：冴木忍）（富士見ファンタジア文庫から刊行）

## 出演

### テレビアニメ
2017年
- このはな綺譚（文豪さん）

## その他
チャリティー活動にも取り組んでおり、東日本大震災の被災者を支援する為に他の漫画家と共同で東日本大震災チャリティー同人誌「pray for Japan」で執筆する。